# Freemasons
Freemasons is een duo bestaande uit Russell Small en James Wiltshire. Het duo heeft zich vernoemd naar de pub "The Freemasons" in Brighton, waar de heren vaak te vinden zijn. In het interieur van de pub zijn veel vrijmetselaarssymbolen verwerkt. Het duo zelf heeft (voor zover bekend) verder geen relatie met de vrijmetselarij.
De eigenaar van de pub bood zijn klanten gratis drankjes voor de rest van hun leven aan, indien zij een nummer 1-hit zouden scoren.
Small scoorde in 1999 met het duo Phats & Small een top 10-hit met Turn around. Hierna volgden Feel good en Tonite. Daarnaast verzorgden ze een remix van de Earth, Wind and Fire-klassieker September, dat in Nederland nummer 12 bereikte.
Wiltshire werkte samen met onder andere Donna Summer, Texas en Brothers in Rhythm, de vaste remixers van Kylie Minogue.
In september 2005 hadden de Freemasons een hit met Love on my mind. De vocalen werden gezongen door Amanda Wilson. Het nummer bevat een sample van Jackie Moore's klassieker This time baby. Een maand later hadden ze een hit met een remix van Faith Evans' hit Mesmerized.
In februari 2006 brachten ze hun nieuwe single uit, genaamd Watchin'. Deze werd echter minder succesvol dan Love on my mind. De Freemasons remixen veel nummers, waaronder die van Beyoncé, Trickbaby, Loleatta Holloway en Alanis Morrisette en anderen.
Eind januari 2007 komt het album Shakedown in Engeland uit.

## Discografie

### Albums
| Album met eventuele hitnotering(en) in de Nederlandse Album Top 100 | Datum van verschijnen | Datum van binnenkomst | Hoogste positie | Aantal weken | Opmerkingen |
| ------------------------------------------------------------------- | --------------------- | --------------------- | --------------- | ------------ | ----------- |
| Unmixed                                                             | 04-08-2008            | 09-08-2008            | 85              | 2            |             |

| Album met hitnotering(en) in de Vlaamse Ultratop 200 albums | Datum van verschijnen | Datum van binnenkomst | Hoogste positie | Aantal weken | Opmerkingen |
| ----------------------------------------------------------- | --------------------- | --------------------- | --------------- | ------------ | ----------- |
| Unmixed                                                     | 2008                  | 16-08-2008            | 26              | 5            |             |

### Singles
| Single met eventuele hitnotering(en) in de Nederlandse Top 40 | Datum van verschijnen | Datum van binnenkomst | Hoogste positie | Aantal weken | Opmerkingen                                                                   |
| ------------------------------------------------------------- | --------------------- | --------------------- | --------------- | ------------ | ----------------------------------------------------------------------------- |
| Love on My Mind                                               | 2005                  | 24-09-2005            | 26              | 5            | met Amanda Wilson / Nr. 41 in de Single Top 100 / Dancesmash op Radio 538     |
| Mesmerized                                                    | 2005                  | 22-10-2005            | 12              | 17           | Remix van Faith Evans / Nr. 19 in de Single Top 100 / Dancesmash op Radio 538 |
| Watchin'                                                      | 2006                  | 18-03-2006            | 29              | 5            | met Amanda Wilson / Nr. 44 in de Single Top 100 / Dancesmash op Radio 538     |
| Rain Down Love                                                | 2007                  | 10-03-2007            | tip13           | -            | met Siedah Garrett / Nr. 76 in de Single Top 100                              |
| Green Light                                                   | 2007                  | 08-09-2007            | 18              | 6            | Remix van Beyoncé / Nr. 20 in de Single Top 100                               |
| Uninvited                                                     | 2007                  | 24-11-2007            | 4               | 17           | met Bailey Tzuke / Nr. 5 in de Single Top 100                                 |
| Work                                                          | 2008                  | 22-03-2008            | 18              | 8            | Remix van Kelly Rowland / Nr. 14 in de Single Top 100                         |
| Disco's Revenge 2008                                          | 2008                  | 29-03-2008            | tip2            | -            | Remix van Gusto / Nr. 45 in de Single Top 100                                 |
| When You Touch Me                                             | 2008                  | 12-07-2008            | 30              | 4            | met Katherine Ellis / Nr. 32 in de Single Top 100                             |
| The One                                                       | 2008                  | 30-08-2008            | tip12           | -            | Remix van Kylie Minogue                                                       |
| Heartbreak (Make Me a Dancer)                                 | 2009                  | 20-06-2009            | tip11           | -            | met Sophie Ellis-Bextor / Nr. 85 in de Single Top 100                         |
| Believer                                                      | 2010                  | 01-01-2011            | tip6            | -            | met Wynter Gordon                                                             |

| Single met hitnotering(en) in de Vlaamse Ultratop 50 | Datum van verschijnen | Datum van binnenkomst | Hoogste positie | Aantal weken | Opmerkingen             |
| ---------------------------------------------------- | --------------------- | --------------------- | --------------- | ------------ | ----------------------- |
| Love on My Mind                                      | 2005                  | 10-09-2005            | 27              | 9            | met Amanda Wilson       |
| Mesmerized                                           | 2005                  | 17-12-2005            | 22              | 13           | Remix van Faith Evans   |
| Watchin'                                             | 2006                  | 25-02-2006            | 34              | 8            | met Amanda Wilson       |
| Rain Down Love                                       | 2007                  | 10-03-2007            | 20              | 8            | met Siedah Garrett      |
| Uninvited                                            | 2007                  | 25-11-2007            | 2               | 26           | met Bailey Tzuke        |
| When You Touch Me                                    | 2008                  | 12-07-2008            | 28              | 7            | met Katherine Ellis     |
| If                                                   | 2009                  | 21-03-2009            | tip22           | -            | met Hazel Fernandes     |
| Heartbreak (Make Me a Dancer)                        | 2009                  | 01-08-2009            | 33              | 5            | met Sophie Ellis-Bextor |